# Богдан Гостський
Богда́н Се́нкович Го́стський (? — до 1522) — руський боярин з роду Кидійовичів, гербу Кирдій. Зем'янин у Луцькому повіті Волинської землі Великого князівства Литовського. Державний та військовий діяч. Родове гніздо — Гоща.

## Біографія та діяльність
Богдан Гостський (також Гощьский) єдиний з нині відомих синів волинського зем'янина Сенка Занковича Гостського. Вперше згадується свідком у листі князя Семена Гольшанського до його дружини — "на віно" у 1483 році. У 1487 році засвідчив лист князів Михайла та Костянтина Острозьких удові Єнка Чаплича — Тетяні, на маєток та зобов'язання останньої служити їм. У цих документах Богдан Гостський фігурує як звичайний зем'янин, а в 1488 році в листі удови луцького старости Олізара Шиловича одному з родичів постає як луцький ключник та "підчаший короля його милості". Варто додати, що зазначення посади Богдана Гостського "підчашим" станом на 1488 рік є сумнівним, адже в інших джерелах її обіймає на цей час та 1492 році Олександр Гольшанський. Натомість відносно Богдана Гостського це джерело є єдиним і написане воно у XVI ст. Цю посаду він обіймав дещо раніше, у 1483 році. Приблизно з того ж року ключник луцький, востаннє на цій посаді фігурує в документі, що датований 10 березня 1506 року. Серед шляхти користувався неабияким авторитетом, на це зокрема вказують його посади та особи в документах де він фігурує. 
Успадковане від батька родове гніздо Богдан Гостський доповнив кількома вислугами, однак у часи правління короля Казимира IV Ягеллончика збільшити кількість маєтностей не зміг. Розширення володінь відбулося за часів правління короля Олександра І Ягеллончика. Новий монарх затвердив Богдану Гостському село Звірово неподалік Луцька та землю в Луцьку поблизу церкви св. Василія. З підтвердження на цю ділянку стає відомо, що Богдан Сенкович засипав тут став, спорудив двірець, збудував млини, осадив людей, а також отримав дозвіл від короля на корчму.
У 1494 році Богдан Гостський отримав привілей на право запровадження торгу в родовому гнізді Гощі, щоправда тільки "до волі" монарха. За даними ревізії Луцького замку 1545 року король Зиґмунд І Старий віддав Богдану Гостському Гульцівське та Кузьмівське дворища луцького ключа. Деякий час, тут йому належав маєток Собіхлібці, який у 1508 році купив Григорій Путошинський. З листа короля Казимира IV Ягеллончика до княгині Марії Ровенської від 1507 року відомо, що Богдан Гостський судився з нею але безрезультатно "иж его подводъ гостских в Ровномъ не отменяють". Сам у свою чергу відмовився міняти підводи з Корця через що правувався з Іваном князем Корецьким. Востаннє Богдан Гостський згадується в листі Івана Болбасовича до Костянтина князя Острозького від 1516 року. 1522 року в справі Гостських та князів Корецьких за підводи, вже фігурує його син Василь Богданович Гостський. Тож очевидно, що Богдан Гостський помер між 1516 та 1522 роками. Окрім Гощі діти Богдана Гостського успадкували від нього маєтки Крупа та Котів. Про його шлюб(и) невідомо.
Богдан Гостський згадується у пом'янику Києво-Печерського монастиря.